# Gérard Cléry
 (février 2021).
Si vous disposez d'ouvrages ou d'articles de référence ou si vous connaissez des sites web de qualité traitant du thème abordé ici, merci de compléter l'article en donnant les références utiles à sa vérifiabilité et en les liant à la section « Notes et références ».
Gérard Cléry (né à Paris en 1938) est un poète, écrivain, journaliste et photographe français.

## Biographie
Après une première enfance en Algérie (1940-1945), il réside en région parisienne. Il appartient à la génération marquée par la guerre d'Algérie. Ses premiers textes sont publiés dans la revue Action poétique. Il a exercé diverses activités professionnelles en France et à l'étranger (sur les chantiers du bâtiment, en usine, dans la publicité, l'éducation populaire, le transport aérien, l'animation culturelle, le journalisme de presse écrite et de radio...). Convaincu qu'un pan non négligeable de la poésie contemporaine, en raison de son oralité, peut être donné à entendre, il pratique depuis toujours, seul ou accompagné, la lecture en public. Les voyages l'ont conduit en Europe, en Afrique du Nord et en Amérique du Sud. Hispanisant il a traduit la Nouvelle Chanson Chilienne, et plusieurs poètes d'Amérique latine.
Gérard Cléry  demeure en Bretagne, dans le Sud-Finistère, à  Quimper.

## Œuvres
- Poèmes pour rejoindre, Marseille, Action poétique, 1963 (OCLC 77224169).
- Quotidiennes, poèmes, Honfleur, P.J. Oswald, 1969 (OCLC 3142219).
- Roman de l'île, suivi de Folles à bonheur, poèmes, préface d'Armand Olivennes, lithographies de Marco Richterich Honfleur, P.J. Oswald, 1970 (OCLC 1246632).
- Jusqu'au serrement de cœur définitif, poèmes, Bruxelles, Pierre Rochette, 1972,
- Des sciures de l'île, poèmes, avant-lire de Marcel Hennart Chantepleure, Bruxelles, 1998,
- Lettre à un extra-vivant : Marco Richterich, Bruxelles, Chantepleure
- La Seine en chemise de nuit, contes de Paris, Paris, Caractères 1999,
- Visite à Marcel Hennart, entretiens, Paris, Caractères, 2001
- Amitié(s) d'Armand Olivennes Collectif, l'Oreillette, Clapàs 2001
- L'os chante/un hueso canta, poèmes, texte espagnol Osvaldo Rodriguez, L'Arbre à Paroles, Amay, Belgique, 2003,
- Un cahier d'Olivier Vange, poèmes, avant-lire de Jean Dumortier, illustrations de Philippe.G.Brahy Bruxelles, Les Elytres, 2004,
- Fontanelles du pré, poèmes, L'Arbre à paroles, Amay, Belgique, 2005
- Simonomis, la langue en crue (lecture et entretien), revue L'Arbre à Paroles, Amay, Belgique 2007
- Roman de l'île, poèmes, D'autres Univers, 2014
- Roi nu(l), poèmes, Librairie Galerie Racine, collection Les Hommes sans Epaules, 2015 (prix de poésie Angèle Vannier 2016)
- Parfois minuit, Parfois matin, illustrations de Michel Le Sage, tirage limité à 60 exemplaires numérotés et signés, Editions de la Lune bleue, 2018
- Riches heures avec chien, illustrations de Gaël Cuin, poésie, Les Editions Sauvages, coll. Askell, 2021
- Parmi, éditions Caractères, 2021

## Sur Gérard Cléry
- Parcours / Gérard Cléry (Approches, entretien et anthologie), Collection Parcours sous la direction de Marie-Josée Christien, éditions Spered Gouez, 2015
- Rejoindre, Chiendents, Editions du Petit Véhicule, 2017

## Extraits critiques
Poèmes pour rejoindre
« Dès qu'on ouvre votre livre on est frappé par l'irruption de votre passion (...) par son ton original,par sa force,
force dans la tendresse, force dans la détresse », Pierre Morhange.
« Ce qui compte, c'est ce ton là, tranchant et pur comme un métal, forgé dans la flamme noire de notre temps » Charles Dobzynski, Action Poétique.
« Il y a dans ces pages des poèmes d'un grand souffle », René Lacôte, Les Lettres françaises.
Quotidiennes
« Poésie au lyrisme dominé, qui naît des spectacles quotidiens et des élans du cœur, de l'amour et de la révolte. On peut attendre beaucoup de ce poète de trente ans » Bernard Jourdan
Roman de l'Ile
« Roman de l'Ile avait, en 1970, consacré Gérard Cléry, comme poète majeur, puissamment authentique. » Armand Olivennes, Rimbaud Revue.
Des sciures de l'Ile
« Un poète rare. Je veux dire : quelqu'un qui ne fraie guère avec le monde littéraire et n'écrit que lorsque c'est essentiel » Francis Chenot, revue L'Arbre à paroles.
L'os chante
« Poèmes  de l'évocation, non d'itinéraires  touristiques, mais de profondes blessures, de paysages irrigués par la douleur, où la violence des vocables, le choc des contraires, prononcent l'épreuve du réel, tant à la fois celui qui saccage, que celui qui force la parole et l'oblige au bâillon » Claude Albarède
« Gérard Cléry parvient ici à une maîtrise qui ne limite ni la violence du langage ni l'inquiétude métaphysique » Maurice Cury Les cahiers du sens
Un cahier d'Olivier Vange
« Superbes poèmes où la fontaine remonte à la source, lui apportant la lumière au cœur de la nuit. » Jean Dumortier Avant-Lire.
« Ces passages du lyrisme au spatial, de l'éclaté au lapidaire, selon l'humeur, caractérisent bien la démarche de Gérard Cléry, son rythme d'écriture signe de grande charge sanguine et de douloureuse clairvoyance pour ce poète d'action. » Claude Albarède, revue L'Arbre à paroles.
Fontanelles du pré
« Sensible à la clarté autant qu'à la douleur, Gérard Cléry nous offre une poésie multiforme qui épouse, dans l'audace du talent, les sinuosités d'une existence composite avec ses drames, ses langueurs, ses pauses ombragées. » Jean Chatard, (Le Mensuel Littéraire et poétique)
« Gérard Cléry se donne le luxe de tout exprimer. Le pire des guerres et le meilleur des amours, avec le constant souci d'une qualité de langue maximale. » Paul Van Melle L'inédit nouveau
« Et c'est très simple, et parfaitement beau, dans sa nécessité » Marcel Hennart, Le Journal des Poètes.

## Discographie
- La mémoire chantée de Régine Mellac (disques Le Chant du Monde Paris)
- La mort lui ricane - Maurice Rollinat (Compagnie d'Ariane Orléans Prod-Dist:EPM Paris 1996)

## Pour approfondir